# Juan Tuñas
Juan Tuñas Bajeneta (Havana, 17 de julho de 1917 - 4 de abril de 2011) foi um futebolista cubano, que atuava como atacante, com célebre atuação na Seleção Cubana de Futebol. 

## Carreira

### Década  de 30
Jogou nos clubes Juventud Asturiana e Centro Gallego, e era o mais antigo membro sobrevivente da Seleção Cubana de Futebol que jogou na Copa do Mundo de 1938 na França, ganhando o jogo a Romênia (de acordo com o relatório oficial do jogo feito pela FIFA).

### Pós Copa de 1938
Depois de ajudar a conduzir Cuba para as quartas-de-final de sua única Copa do Mundo, ele se mudou para o México e jogou no Real Club España, ganhando dois campeonatos da primeira divisão, em 1942 e 1945. Seu apelido Romperredes significa "rasga redes", devido a seus chutes fortes. Em 2005, recebeu o prêmio "Gloria del Deporte Cubano" em Havana. Desde sua aposentadoria, ele residia em Cidade do México e foi o último membro sobrevivente da seleção de Cuba na Copa do Mundo de 1938.

## Ligações Externas
- Perfil em Fifa.com (em inglês)